# Liste der Baudenkmäler im Kreis Olpe

Kreis Olpe

Die Liste der Baudenkmäler im Kreis Olpe umfasst:
- Liste der Baudenkmäler in Attendorn
- Liste der Baudenkmäler in Drolshagen
- Liste der Baudenkmäler in Finnentrop
- Liste der Baudenkmäler in Kirchhundem
- Liste der Baudenkmäler in Lennestadt
- Liste der Baudenkmäler in Olpe
- Liste der Baudenkmäler in Wenden

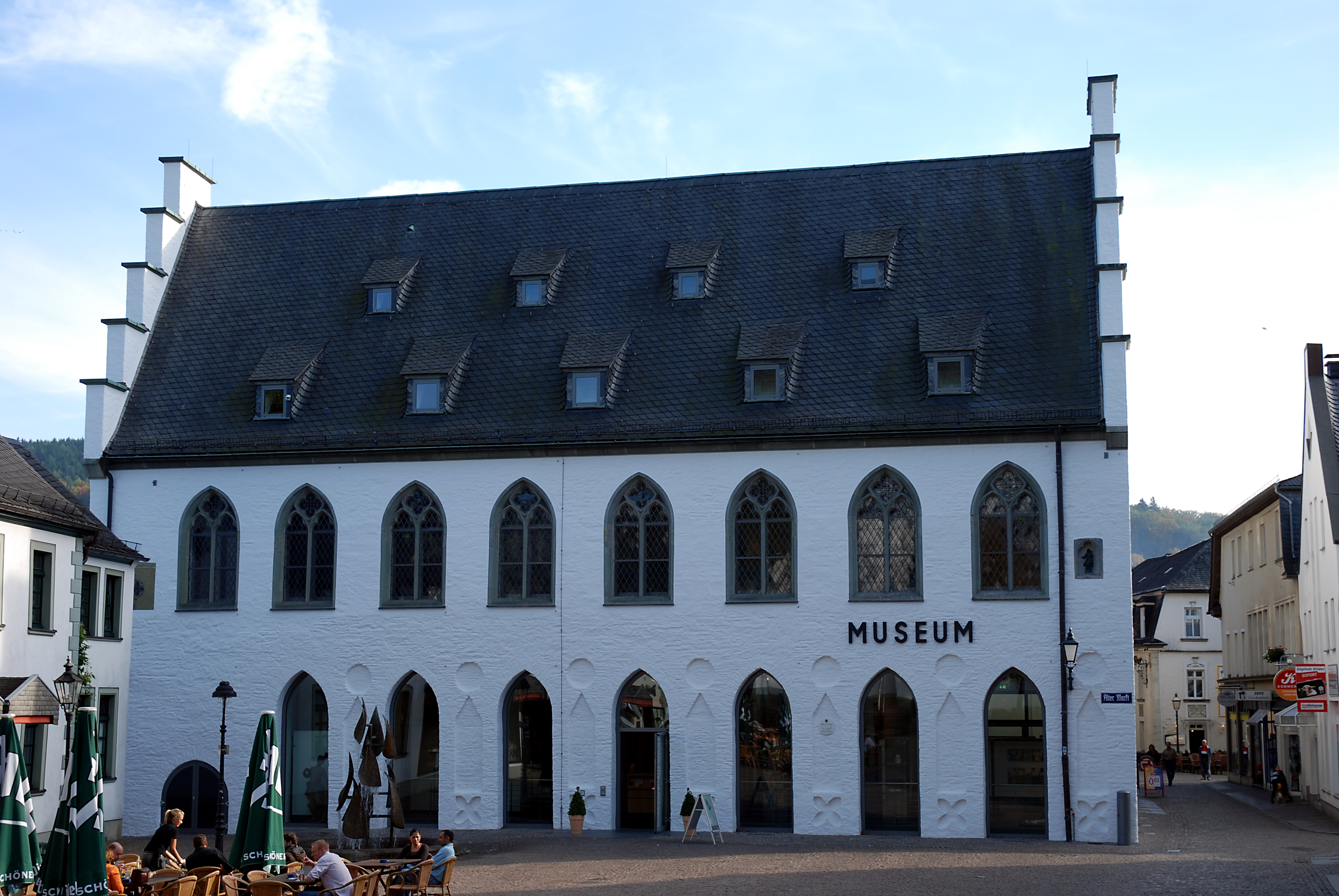
Rathaus (Attendorn)
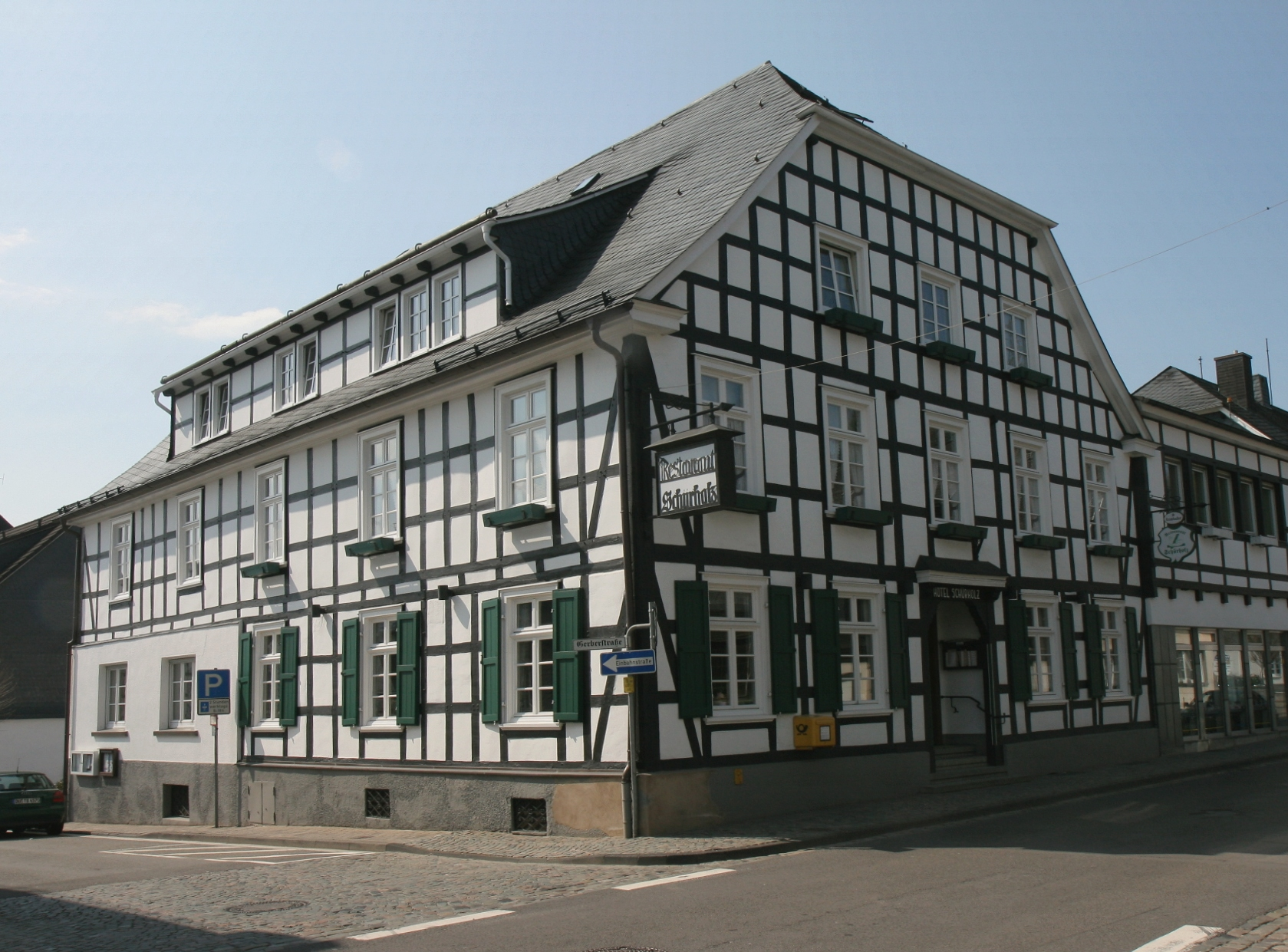
Fachwerkhaus  (Drolshagen)
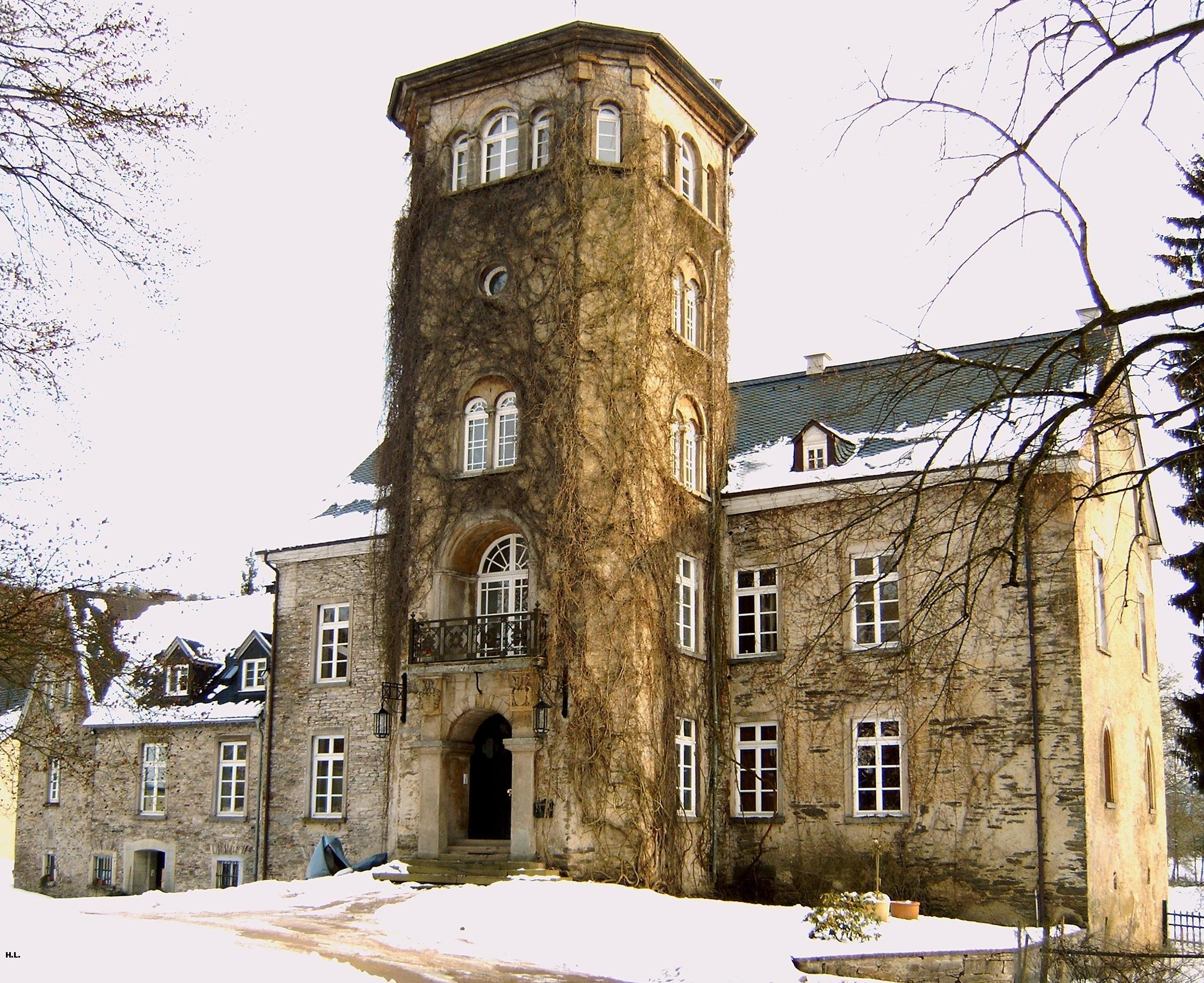
Haus Bamenohl (Finnentrop)
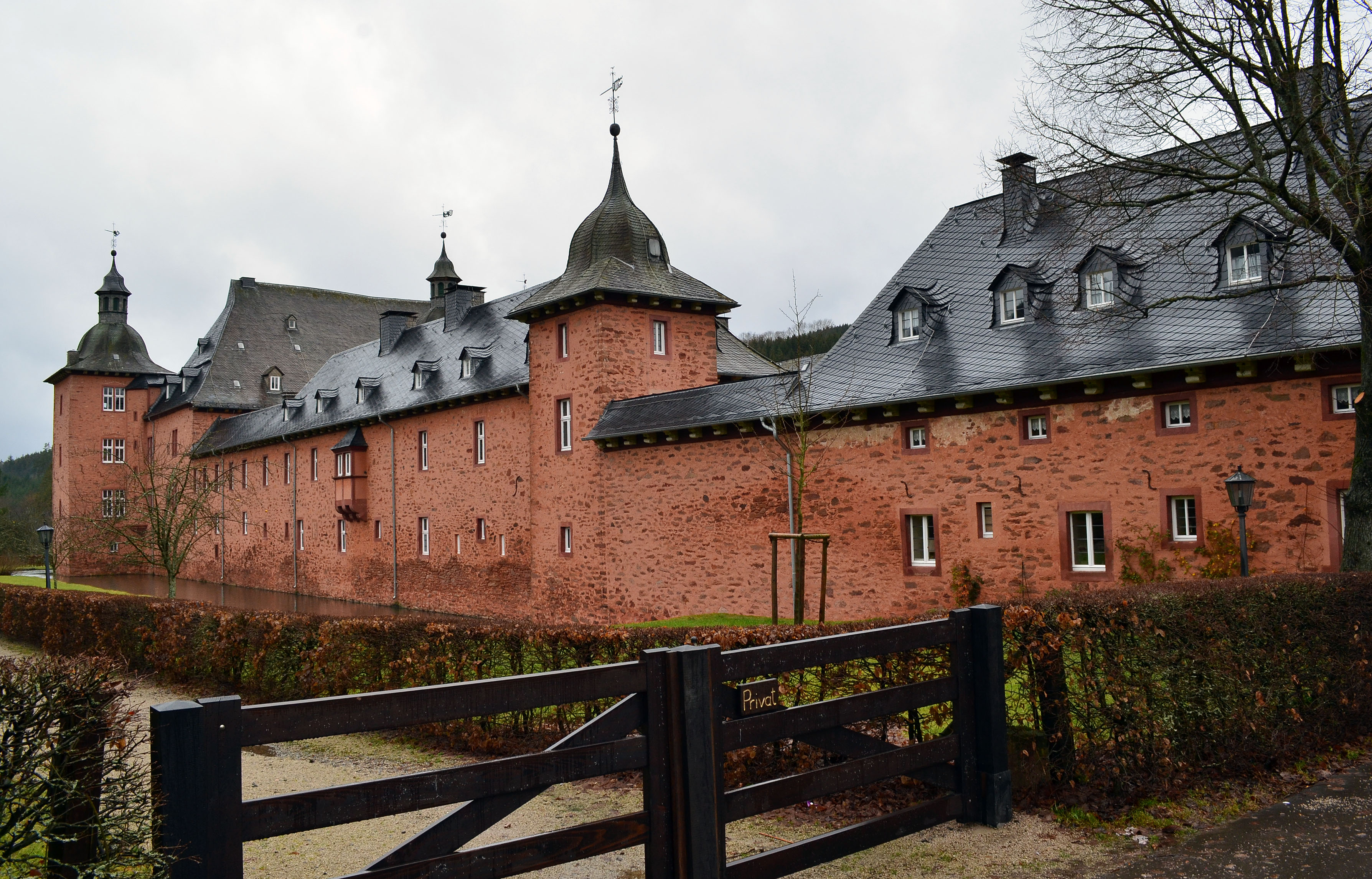
Schloss Adolfsburg (Kirchundem)
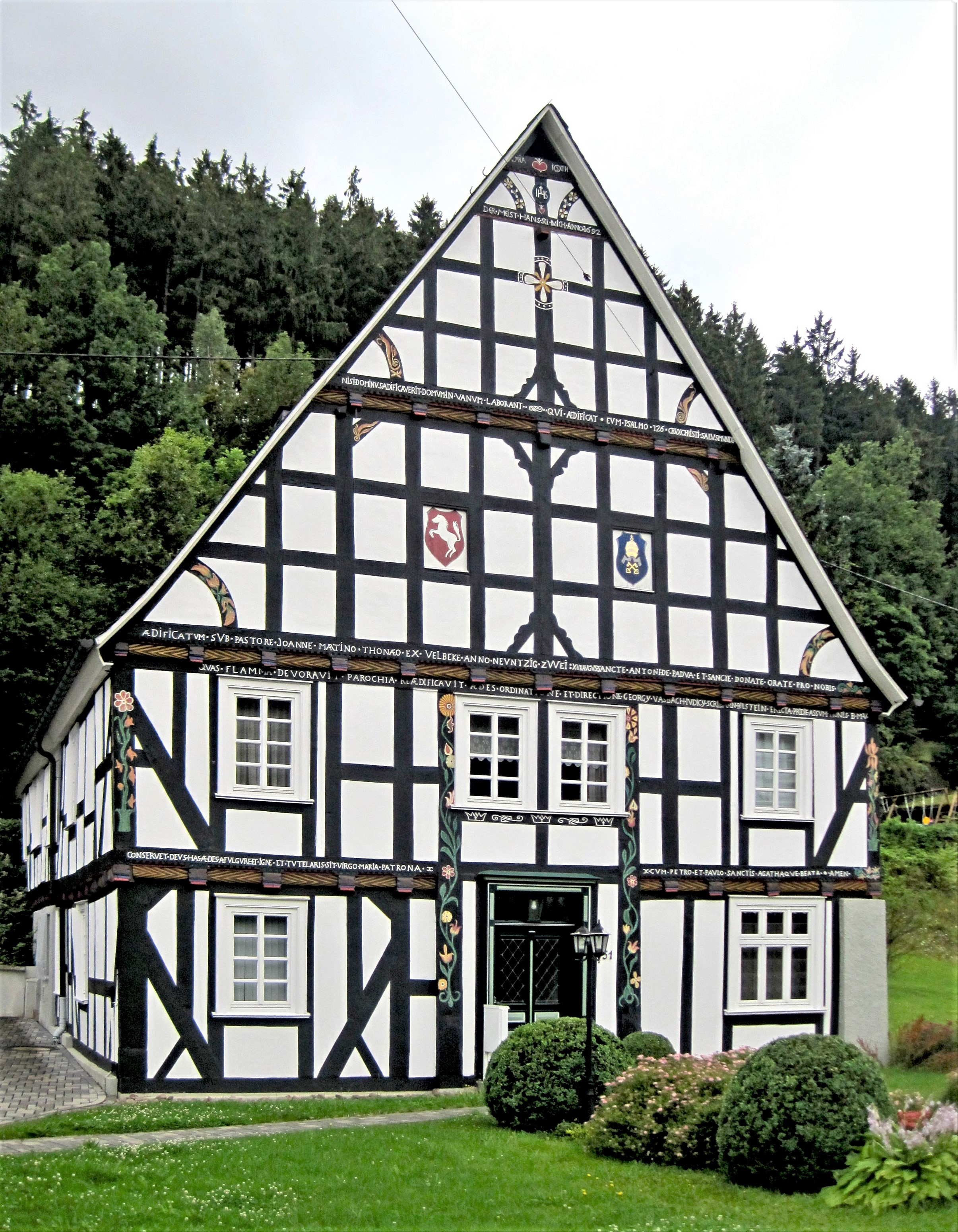
Pfarrhaus (Kirchhundem)
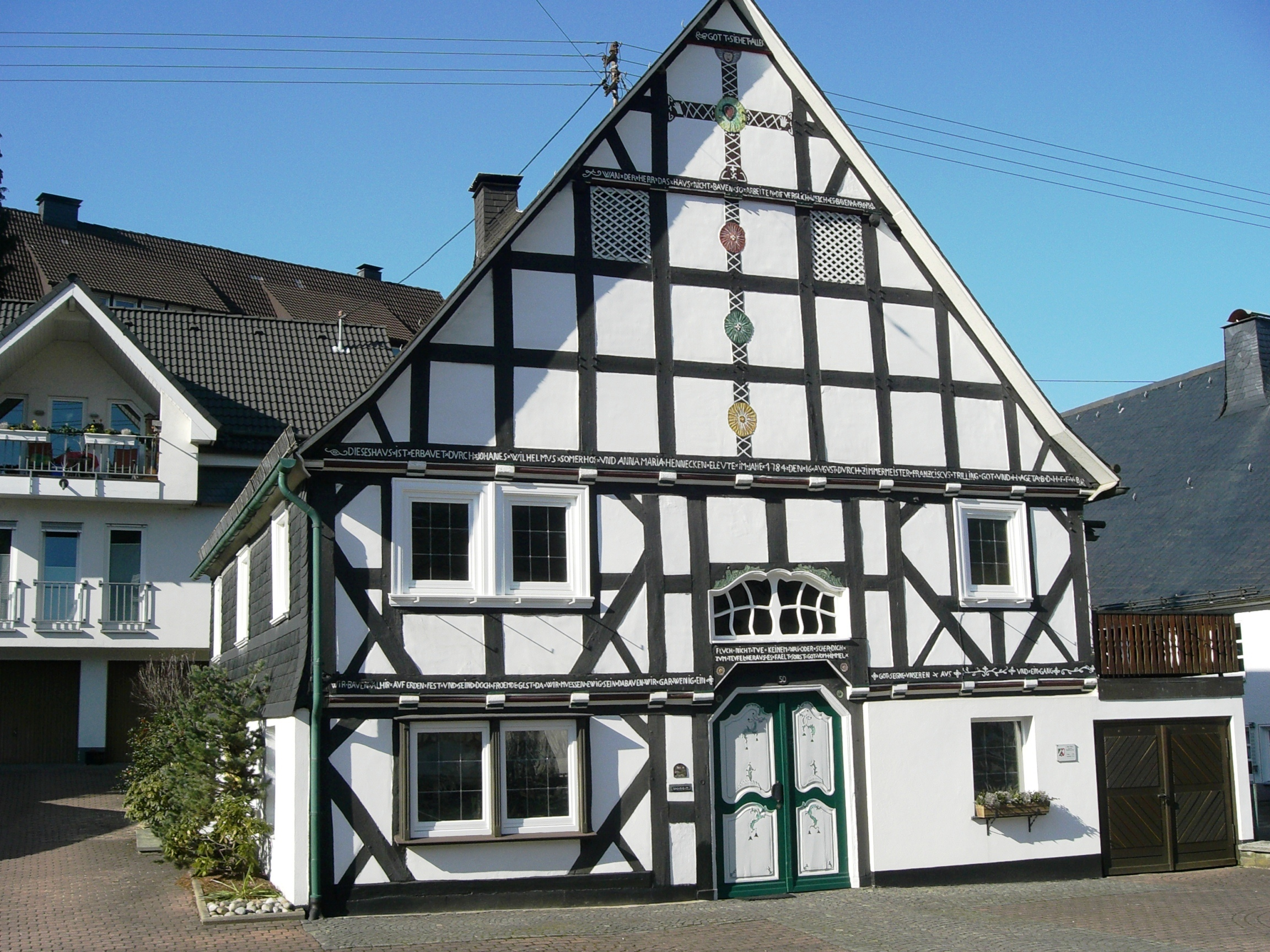
Haus Hein (1784) Kirchveischede (Lennestadt)
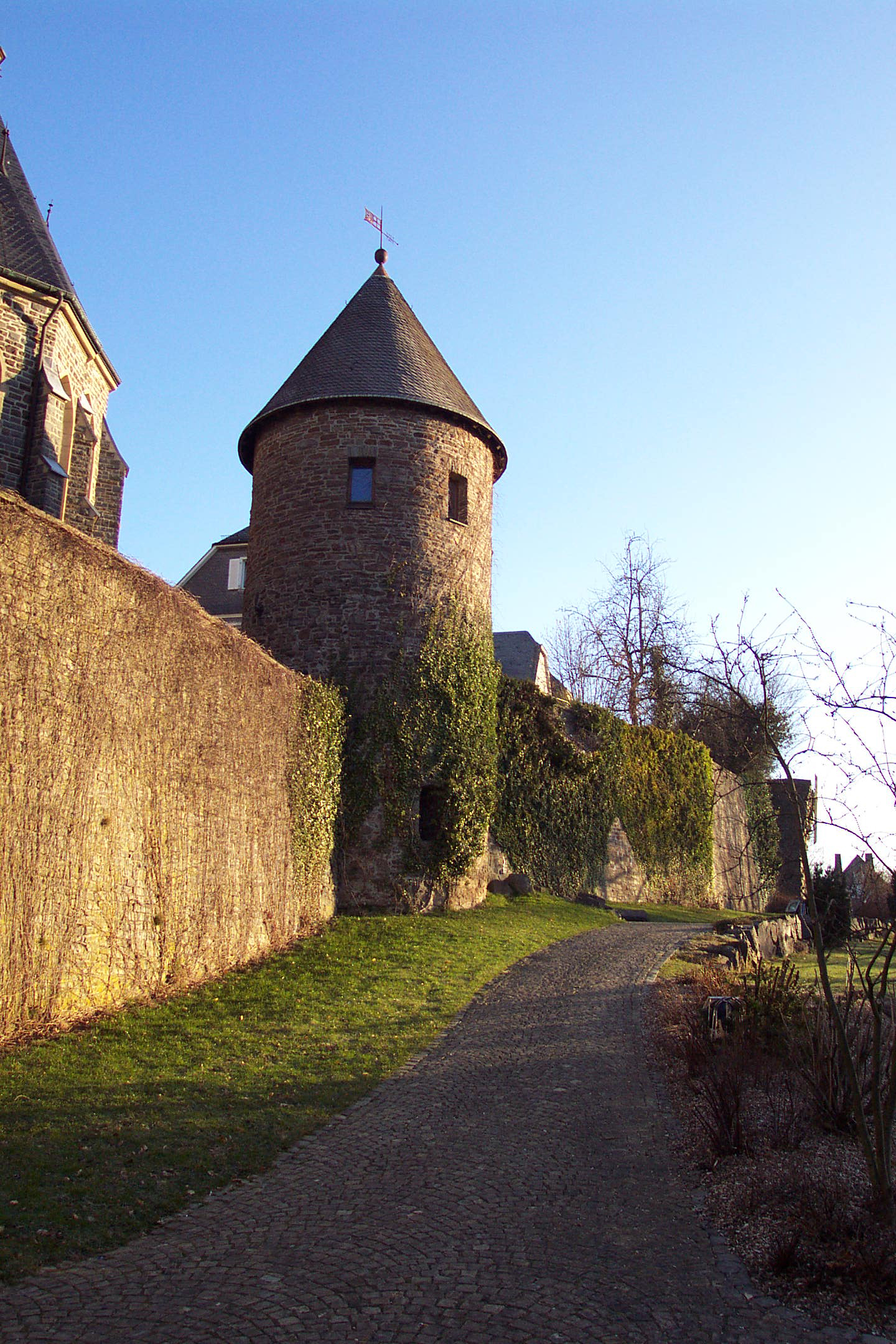
Stadtbefestigung (Olpe)
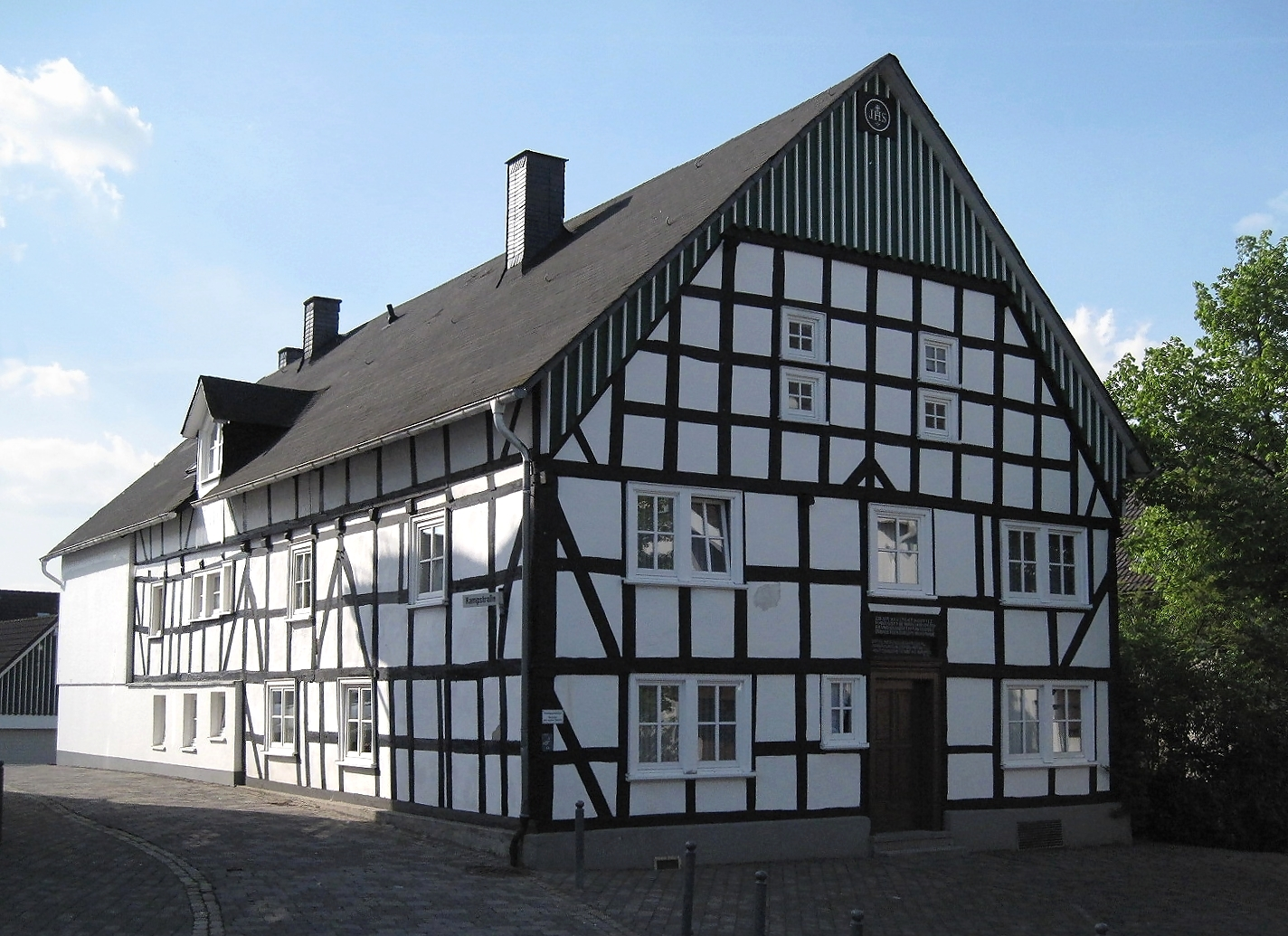
Fachwerkhaus (Wenden)